# Wesmaelius reisseri
Wesmaelius reisseri is een insect uit de familie van de bruine gaasvliegen (Hemerobiidae), die tot de orde netvleugeligen (Neuroptera) behoort. 
Wesmaelius reisseri is voor het eerst wetenschappelijk beschreven door U. Aspöck & H. Aspöck in 1982.